# Dracocephalum popovii
Dracocephalum popovii là một loài thực vật có hoa trong họ Hoa môi. Loài này được T.V.Egorova & Sipliv. mô tả khoa học đầu tiên năm 1970.